# Fabrizio Jara
Fabrizio Agustín Jara (* 31. Mai 2005) ist ein paraguayischer Hürdenläufer, der sich auf die 110-Meter-Distanz spezialisiert hat.

## Sportliche Laufbahn
Erste internationale Meisterschaftserfahrungen sammelte Fabrizio Jara im Jahr 2021, als er bei den U18-Südamerikameisterschaften in Encarnación mit 15,39 s in der ersten Runde über 110 m Hürden ausschied. Im Jahr darauf gewann er in 14,07 s die Silbermedaille bei den Jugend Südamerikaspielen in Rosario, ehe er bei den U18-Südamerikameisterschaften in São Paulo in 13,83 s die Bronzemedaille gewann. Zudem sicherte er sich dort in 43,39 s die Bronzemedaille mit der paraguayischen 4-mal-100-Meter-Staffel. 2023 belegte er bei den U20-Südamerikameisterschaften in Bogotá in 15,51 s den siebten Platz über 110 m Hürden und anschließend schied er bei den Panamerikanischen U20-Meisterschaften in Mayagüez mit 14,45 s im Vorlauf aus. Im Jahr darauf gelangte er bei den U20-Südamerikameisterschaften in Lima mit 14,44 s auf den fünften Platz, ehe er bei den U20-Weltmeisterschaften ebendort mit 14,44 s in der ersten Runde ausschied. Anschließend belegte er bei den U23-Südamerikameisterschaften in Bucaramanga in 15,18 s den fünften Platz. 2025 belegte er bei den Südamerikameisterschaften in Mar del Plata in 14,78 s den achten Platz.
2023 wurde Jara paraguayischer Meister im 110-Meter-Hürdenlauf sowie in der 4-mal-100-Meter-Staffel.

## Persönlichkeiten
- 110 m Hürden: 14,62 s (0,0 m/s), 7. September 2024 in Asunción